# منطقه شرقیه
منطقه شرقی (به عربی: المنطقة الشرقیه)  نام استانی در کشور عمان است. 

## جمعیت
جمعیت آن  در حدود ۶۶۵۸۷   هزار نفر می‌باشد.

## جغرافیا
منطقه شرقی از جانب داخلی کوه حجر واقع شده‌است.
شمال این استان رشته‌کوه حجر و جنوب آن رمال آل وهیبه واقع شده‌است. 
اما از سوی خاور دریای عرب و از سوی باختر به منطقه داخلیه محدود شده‌است.

## تقسیمات کشوری
در تقسیمات کشوری سلطنت عمان استان منطقه شرقیه شامل ۱۱ شهرستان أست:
 شهرستان ها
شهرستان‌ها (در عربی عمان: ولایات) این استان:

## روستاها
- روستای سویح.
- روستای رأس رویس.
- روستای الحد.
- روستای رأس الحد.
- روستای وادی سلم.
- صحرای جده حراسیس.
- وادی بنی خالد.
- رمال آل وهیبه.